# Spania GTA
Spania GTA Tecnomotive (anteriormente denominada  GTA Motor) es una empresa española fundada por Domingo Ochoa, dedicada a la fabricación de automóviles deportivos, específicamente el GTA Spano. Su fabricación se realiza exclusivamente en Ribarroja del Turia (Valencia), ciudad donde tiene la sede la empresa, así como las instalaciones principales.

## Historia

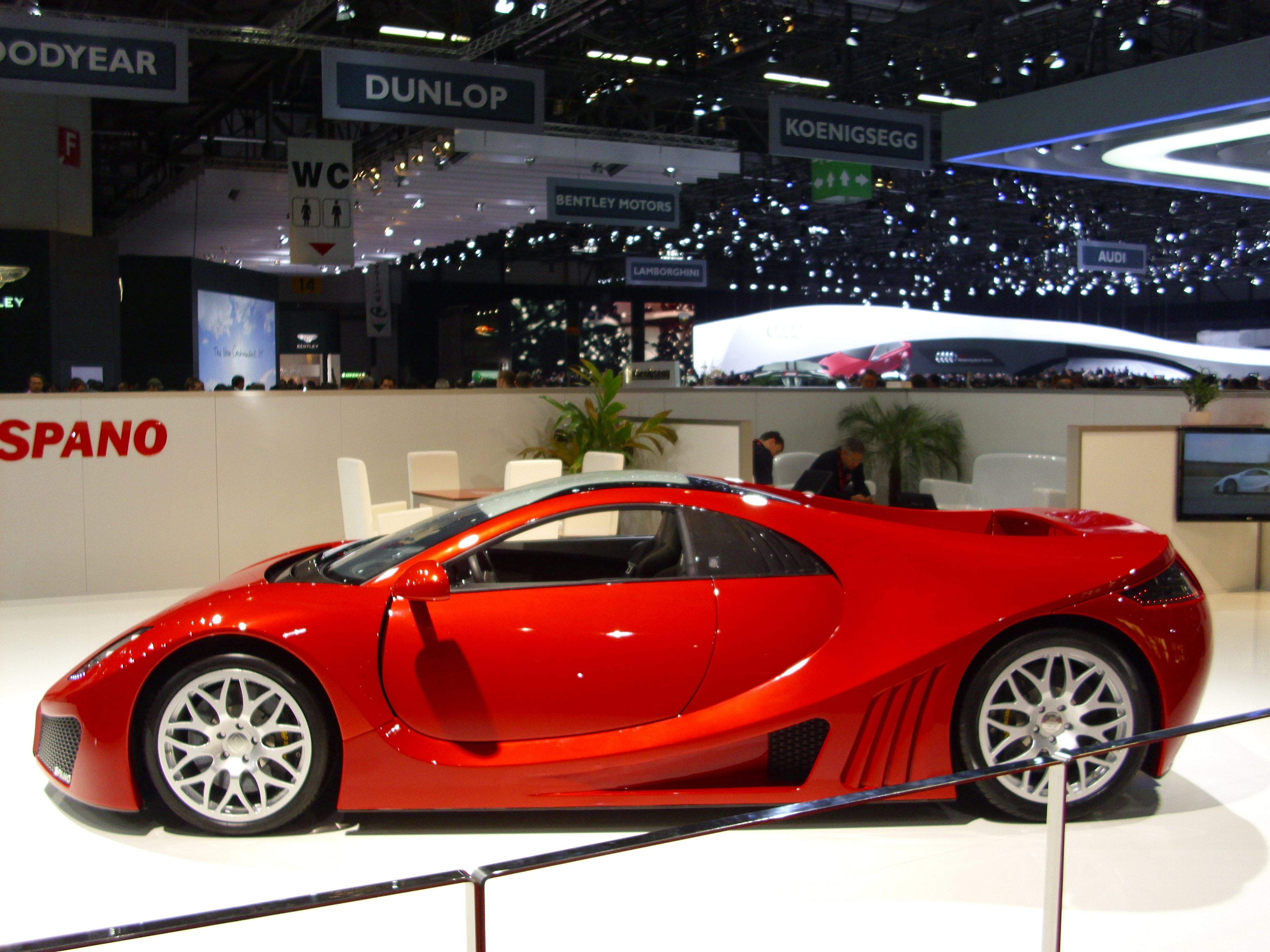
GTA Spano de 2011.

Tras abrir su concesionario Hyundai y taller en Torrente (Valencia) en 1994, y dedicarse a la competición automovilística a partir de 1998 con GTA Motor Competición, en 2009 Domingo dio un cambio en el camino cerrando la escudería y presentando un primer prototipo de automóvil deportivo, el GTA Spano.
Diseñado por el director de ingeniería de Spania GTA, el valenciano Sento Pallardó, el GTA Spano estaba dotado con tecnología avanzada, una estética innovadora y numerosas soluciones de futuro. Se anunció que sólo se construirían 99 unidades bajo pedido de este superdeportivo, y que patentó con su modelo diferentes desarrollos electrónicos y tecnológicos como aplicaciones con grafeno, o cristales inteligentes.
Pese a que en 2017 solamente se habían vendido dos unidades del mismo y a los problemas financieros, la compañía siguió en marcha gracias a los prototipos vendidos y a los inversores tanto del Reino Unido como de Singapur.

## Modelos
- 2009 - GTA Spano.
- 2016 - Spania GTA Spano.